# Vincent (film 2016)
Vincent è un film del 2016 diretto da Christophe Van Rompaey.